# Арибер II
Арибе́р II (Ариберт I; фр. Aribert IIer) (умер около 880) — архиепископ Амбрёна (876/877 — около 880).

## Биография
Арибер II возглавил Амбрёнскую архиепархию в 876 или в 877 году, став здесь преемником умершего архиепископа Бермона. О его деятельности на кафедре Амбрёна известно только из двух писем папы римского Иоанна VIII, датированных 878 годом.
В первом послании папы, написанном, вероятно, в мае этого года, Арибер II порицался за то, что вопреки церковным законам изгнал из епархии Ванса местного епископа Вальдена, избранного с согласия правителя Западно-Франкского государства Карла II Лысого духовенством и народом этого города, и неканонически посвятил в епископский сан другого прелата. Иоанн VIII приказывал Ариберу и новому главе Вансской епархии явиться в Рим, где они должны были объяснить свои действия. Неизвестно, подчинились ли эти два прелата приказу папы, но в одной из хартий 879 года епископом Ванса был назван уже некий Элия.
Во втором письме, обращённом Иоанном VIII к нескольким митрополитам Западно-Франкского государства (в том числе, и к Ариберу II), папа приказывал им вместе с их суффраганами принять участие в планировавшемся церковном соборе в Лангре. Впоследствии, из-за болезни короля Людовика II Заики, собор был перенесён в Труа. Вероятно, Арибер, несмотря на требование папы римского, не смог принять участие в этом соборе, так как его подпись отсутствует под его актами.
Архиепископ Арибер II умер около 880 года. Его преемником был избран Эрмольд.